# Jay Garner
Jay Montgomery Garner, född 15 april 1938 i Arcadia, Florida, är en amerikansk före detta arméofficer. Som chef för Office for Reconstruction and Humanitarian Assistance (ORHA) var han USA:s administratör i Irak under en månad efter Irakkriget 2003. Garner är en pensionerad generallöjtnant och har bland annat tjänstgjord i Vietnamkriget.
Garner hade befäl över USA:s Patriot-robotar under Gulfkriget 1991. Han hade därefter hand om humanitär hjälp i samband med förflyttningen av kurderna i tre månade direkt efter kriget. 1996 till 1997 var han chef för US Army Space and Strategic Defense Command och gick i pension från armén 1997. Efter sin pensionering från armén blev Garner styrelseordförande för försvarsindustriföretaget SYColeman som bland annat tillverkar komponenter till luftförsvarssystem.
Efter en förfrågan från USA:s försvarsdepartement tog han fyra månaders tjänstledigt från SYColeman och börjande i januari 2003 bygga upp en stab som skulle ta hans om Irak efter den stundande kriget. Vid detta tillfälle var förväntan att någon annan skulle tilldelas den ledande rollen efter kriget. Efter USA-koalitionens seger i april 2003 tillträdde Garder sin roll och kom till Bagdad med ett första team 20 april 2003. Den 6 maj 2003 ersattes han av Paul Bremer, som blev chef för Coalition Provisional Authority (CPA).